# Aurelino Leal
Aurelino Leal is een gemeente in de Braziliaanse deelstaat Bahia. De gemeente telt 14.280 inwoners (schatting 2009).